# 新宿暴走救急隊
『新宿暴走救急隊』（しんじゅくぼうそうきゅうきゅうたい）は、2000年10月14日から12月16日に日本テレビ系の土曜21時枠（Surprise Saturday枠）で放映されたテレビドラマ。お笑いコンビ・ロンドンブーツ1号2号のテレビドラマ初出演、初主演作。
元暴走族でナンパが大好き、しかし義理と人情に厚い救急隊員2人の型破りな活躍を描くヒューマンコメディ。

## 概要
本作は単なるヒューマンコメディにとどまらず、『伊東家の食卓』と『特命リサーチ200X』の要素がミックスされている。劇中では、人間の体の異状現象のメカニズムやその対処方法も解説していた。また毎回のエンディングでは、日常生活で活用できる応急処置の方法が解説されていた。消防活動を題材としたほかのテレビドラマ作品と異なり東京消防庁の監修・協力等を得ていないため、劇中に登場する救急車や活動服には消防署名のみが表記された（本来は消防庁のネームと分署たる消防署のネーム両方が入る）。またこの理由から、1個救急隊は3人（隊長・機関員・隊員）で編成されるのが本来であるが、本作では通常救急車に分乗している隊員は轟五郎と郷秀樹の2人のみである。また劇中で轟班と呼ばれる場面はあるが、2人のどちらが隊長を務めているのかについての明確な設定はない。
2025年現在、ビデオ版がリリースされているがDVD版は発売されていない。

## キャスト
- 轟五郎（新宿西消防署救急隊員、消防士）：田村淳
- 郷秀樹（新宿西消防署救急隊員、消防士）：田村亮
- 轟麻里（五郎の妹・看護学生）：上原多香子
- 蓬田みちる（新宿西消防署救急隊員、消防士）：岸田健作
- 村井ひろみ（新宿西消防署救急隊員、消防士）：片瀬那奈
- 金光朋子（十二社病院看護婦）：梨花
- 森下薫（十二社病院看護婦）：後藤理沙
- 三枝恵（十二社病院看護婦）：矢沢心
- 相崎留未：三森愛子
- 岡崎：須永慶
- 野村（東京消防庁救急指導医）：伊藤俊人
- 武田誠一郎（新宿西消防署長、消防司令長）：山下真司
- 江角杏子（十二社病院外科医）：鈴木杏樹
- 久瀬光夫（東京消防庁救急指導医）：内藤剛志

## ゲスト出演
- 北村健作：小林稔侍（第1話）
- 真中美樹：釈由美子（第1話）
- 真中幸子：唐木ちえみ（第1話）
- 吉満涼太（第1話）
- 森川数間（第1話）
- 香川佐和子：夏木マリ（第2話）
- 太田：井上順（第2話）
- メイ・リン：マルシア（第3話）
- 土屋：石倉三郎（第3話）
- 落合淳子：大谷みつほ（第4話）
- 格闘家：小川直也（第4・6話、最終回）
- ミュージシャン：ローリー寺西（第4話、第8話、最終回）
- 佐戸井けん太（第4話）
- 神谷涼（第4話）
- 森田智美（第4話）
- ひばり：三浦浩一（第5話）
- 三波なつみ：小田エリカ（第5話）
- 自殺志願の女：篠原ともえ（第5話）
- 和田圭市（第5話）
- 鈴木一功（第5話）
- 森富美（第5話）
- 前田渚：内藤陽子（第6話）
- 森山ひかり：今井絵理子（第7話）
- 倉持：阿南健治（第7話）
- 忍成修吾（第7話）
- 高野：羽賀研二（第8話）
- 田辺：蛭子能収（第8話）
- 湯江健幸（第8話）
- 牧野冬美：高橋由美子（第9話）
- 小野舞子：嘉門洋子（第9話）
- 諏訪太朗（第9話）
- 大塚良重（第9話）
- HYPER GO号2（第9話）
- 根岸季衣（第9話・最終回）
- 鎌田：西田健（第9話・最終回）
- 小暮和也：鮫島巧（第9話・最終回）
- 元バレーボール選手：大林素子（最終回）
- 露店商：山崎邦正（最終回）
- 高野八誠（最終回）

### ED応急処置マニュアル
- 第1話：アキレス腱が切れたら
- 第2話：ひきつけを起こしたら
- 第3話：激しい腹痛を起こしたら
- 第4話：キノコ中毒にかかったら
- 第5話：ヘビにかまれたら
- 第6話：歯が抜け落ちてしまったら
- 第7話：化学薬品を飲み込んでしまったら
- 第8話：アルコール中毒・・・意識がある場合
- 第9話：アルコール中毒・・・意識がない場合
- 最終回：失恋で傷心したら

## スタッフ
- 脚本：大石哲也、吉田智子、後藤法子、三上幸四郎
- 演出：猪股隆一、小松隆志、高橋直治、倉田貴也
- 音楽：仲西匡
  - オーケストレーション：沢田完
- プロデューサー：倉田貴也
- 協力プロデューサー：東城祐司
- チーフプロデューサー：佐藤敦
- アシスタントプロデューサー：伊藤達哉
- 演出補：坂梨公紀
- スケジュール：近藤一彦
- 制作担当：丸山昌夫
- 制作主任：大和田晃、竹山真樹
- デスク：三瓶美佳
- 広報：神山喜久子
- 美術協力：日本テレビアート
- 技術協力：NiTRo
- 医事協力：杏林大学付属病院高度救命救急センター
- 制作協力：MMJ
- 製作著作：日本テレビ

## 主題歌
- OP：ロンドンブーツ1号2号「岬」（avex trax）
- ED、挿入歌（1 - 6話）：hiro「Treasure」（トイズファクトリー）
- 挿入歌（7 - 10話）：今井絵理子「in the Name of Love」（トイズファクトリー）

## 放送日程
| 各話                                                      | 放送日         | サブタイトル                       | 脚本                | 演出     | 視聴率 |
| --------------------------------------------------------- | -------------- | ---------------------------------- | ------------------- | -------- | ------ |
| 第1話                                                     | 2000年10月14日 | 涙をぶっとばせ! 命知らず緊急出動   | 大石哲也            | 猪股隆一 | 15.5%  |
| 第2話                                                     | 2000年10月21日 | 運転手の恋! クモ膜下出血患者の嘘   | 吉田智子            | 猪股隆一 | 16.9%  |
| 第3話                                                     | 2000年10月28日 | 急性虫垂炎! 外国人花嫁が消えた!!   | 吉田智子            | 小松隆志 | 14.0%  |
| 第4話                                                     | 2000年11月04日 | 食中毒大パニック! 殺意の同窓会!!   | 大石哲也            | 猪股隆一 | 14.7%  |
| 第5話                                                     | 2000年11月11日 | 恋する胃潰瘍! マダムパパの大変身!! | 大石哲也            | 高橋直治 | 12.5%  |
| 第6話                                                     | 2000年11月18日 | 生きろ末期ガン少女 救急車強奪事件  | 後藤法子 大石哲也   | 猪股隆一 | 11.9%  |
| 第7話                                                     | 2000年11月25日 | アイドル失踪! 失恋のリストカット   | 三上幸四郎 大石哲也 | 猪股隆一 | 15.3%  |
| 第8話                                                     | 2000年12月02日 | 急病ストーカーの恋 静脈性大出血!   | 吉田智子            | 小松隆志 | 15.4%  |
| 第9話                                                     | 2000年12月09日 | 恋人の絆! 美人カメラマン脳内出血   | 大石哲也            | 高橋直治 | 13.6%  |
| 最終話                                                    | 2000年12月16日 | 病院監禁爆破! 決死の救出大作戦!!   | 大石哲也            | 倉田貴也 | 12.8%  |
| 平均視聴率14.3%（視聴率は関東地区・ビデオリサーチ社調べ） |                |                                    |                     |          |        |

## 余談
- 2000年9月28日に放送された番組対抗特番『超豪華スター大集合 20世紀最強!!人気番組ナンバーワン決定戦!!』で発表された当初のタイトルロゴは赤十字を象ったものだったが、赤十字の目的外使用がジュネーヴ条約等に反するためか、放送開始直前の番宣CMでは赤い矢印のデザインに差し替えられている。
- 後に主演の田村淳がフジテレビジョンの『FNSの日・27時間テレビ 
 めちゃ×2オキてるッ!』で語ったところによると、当時はドラマはやりたくなかったが、吉本の圧力で仕方なく主演を務めることになったという。現在は気が変わりテレビドラマ出演に関して前向きだが、本作の放送終了後はテレビドラマへの出演依頼がまったくないという[注 1]。
- 上原と同じメンバーであり解散して間もなかったSPEEDのhiroが歌う「Treasure」がED主題歌および挿入歌に起用された理由について、プロデューサーの倉田貴也は雑誌上で「上原君がいいhiroの曲を聴いて応援してもらっている気分になってくれるといいなぁと思ったから」と説明している[5]。
- 田村亮が演じた役名「郷秀樹」は、『帰ってきたウルトラマン』で団次郎が演じた主人公と同姓同名である。